# Colombie d'abord
Colombie d'abord ((es) : Primero Colombia) fut la coalition qui lors des élections présidentielles de 2002 et 2006 soutint la candidature d'Álvaro Uribe Vélez.
En 2002, il s'agissait d'une coalition relativement informelle de personnes et de groupes ayant suivi Uribe dans sa scission d'avec le Parti libéral colombien.
En 2006, c'est une coalition beaucoup plus structurée rassemblant des parlementaires et des partis politiques comme le Parti conservateur colombien, mais aussi Changement radical, Alas Équipe Colombie ou Convergence citoyenne.
Avec la structuration progressive du Parti social d'unité nationale cette coalition est tombée en sommeil.